# Croce d'Onore alle vittime del terrorismo o di atti ostili
La Croce d'Onore alle vittime del terrorismo o di atti ostili impegnate in operazioni militari e civili all'estero  è un'onorificenza italiana, istituita con la legge n.207 del 10 ottobre 2005.

## Descrizione
Può esserne insignito il personale militare e civile delle Amministrazioni dello Stato, nonché quello funzionalmente dipendente dal Ministero della difesa, compresa la Croce Rossa Italiana, che sia "deceduto, ovvero abbia subito una invalidità permanente pari o superiore all'80% della capacità lavorativa, per effetto di ferite o lesioni riportate in conseguenza di atti di terrorismo o di atti comunque ostili commessi in suo danno all'estero durante lo svolgimento di operazioni militari e civili autorizzate dal Parlamento, tranne che nell'ipotesi di cui all'articolo 78 della Costituzione" che fa riferimento allo stato di guerra.

## Storia
La decorazione è attribuita con decreto del presidente della Repubblica, su proposta del Ministro competente, per gli eventi verificatisi all'estero a decorrere dal 1º dicembre 2001, data d'inizio della missione militare italiana in Afghanistan.
Nel caso di conferimento alla memoria, la Croce d'Onore è attribuita al coniuge superstite oppure, in mancanza, nell'ordine, ai figli, ai genitori, a fratelli e sorelle; in assenza dei parenti indicati, al Comune di residenza del decorato. Altri riconoscimenti, per lo stesso fatto, possono essere conferiti a chi ha ricevuto la Croce d'onore.
I primi ad aver avuto questo riconoscimento sono stati i caduti e feriti di Nassiriya durante una cerimonia svoltasi il 12 novembre 2005.
Al 2022 sono 74 gli insigniti.

## Insegne

### Medaglia
Ha la forma di una croce patente inscritta in un cerchio del diametro di 40 millimetri, è d'oro e pesa di 25 grammi, l'appiccagnolo è ad anello.
Diritto
La croce è contornata da due fronde di alloro, con al centro un piccolo disco che reca la scritta "Pro Humanitate".
Rovescio
Presenta al centro: per il personale militare la stella a cinque punte; per il personale civile le lettere R.I. sovrapposte ed intrecciate.

### Nastro
In seta di 37 x 52 millimetri di colore azzurro con al centro tre strisce verticali dei colori della bandiera italiana (verde, bianco e rosso).